# 布里斯托·西德利发动机
布里斯托·西德利发动机有限公司（英語：Bristol Siddeley Engines Ltd，簡稱BSEL）是英国历史上一家航空发动机制造商。公司于1959年成立，由原布里斯托飛機公司旗下的航空发动机子公司——布里斯托航空发动机有限公司（Bristol Aero-Engines Limited），与阿姆斯特朗·西德利（Armstrong Siddeley）合并而成。1961年，公司继续扩张，又先后并购了德·哈维兰发动机公司（de Havilland Engine Company）以及布莱克本飞机有限公司的发动机部门。
1966年，劳斯莱斯有限公司整体收购了布里斯托·西德利发动机有限公司的全部业务，结束了布里斯托·西德利公司短暂的历史。

## 参看
- 布里斯托飛機公司